# Аскольдів провулок
Аско́льдів прову́лок — провулок у Печерському районі міста Києва, місцевість Печерськ. Пролягає від вулиці Івана Мазепи до тупика.

## Історія
Провулок виник на початку XIX століття під назвою Панкратьєвський, оскільки правив за проїзд до садиби київського губернатора Петра Панкратьєва (1757–1810). З 1938 року — Парковий провулок. Сучасна назва на честь київського князя Аскольда — з 1944 року.

## Установи та заклади
У будинку № 3-А розташоване Управління Служби безпеки України (СБУ) в місті Києві. Частину комплексу адмінбудівлі Управління займає відділ забезпечення досудового слідства Центрального апарату СБУ (слідчий ізолятор СБУ), що має чотири поверхи і один спеціальний, підвальні приміщення, окремий в'їзд, внутрішній двір, у який виходять усі вікна установи. Вікна камер закриті металевими щитами, що мають одну щілину зверху.
У будинку № 5 знаходиться дитячий навчальний заклад № 1 «Орлятко» заводу «Арсенал». Будинок зведений 1939 року архітектором Йосипом Каракісом у стилі неокласицизму.

## Пам'ятники
У жовтні 1987 року поблизу будівлі КДБ (буд. № 3) було встановлено погруддя Фелікса Дзержинського (скульптор Анатолій Кущ, архітектор Олег Стукалов). Погруддя було демонтоване на початку 1990-х років.